# الخلاف على تسمية بحر اليابان

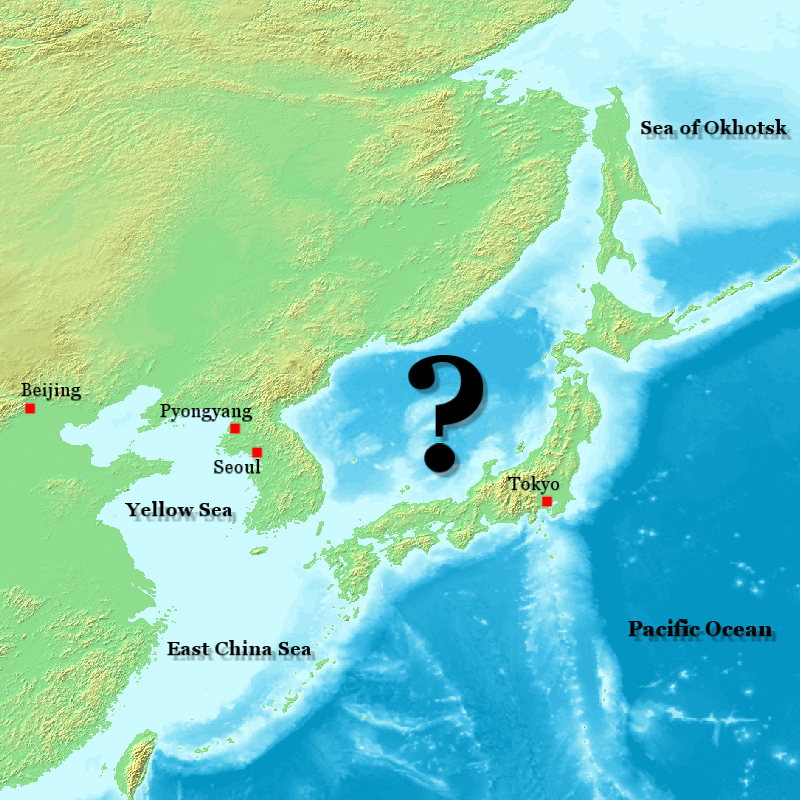
الخلافات على تسمية البحر مازالا قائما حتى الآن بين اليابان وكوريا

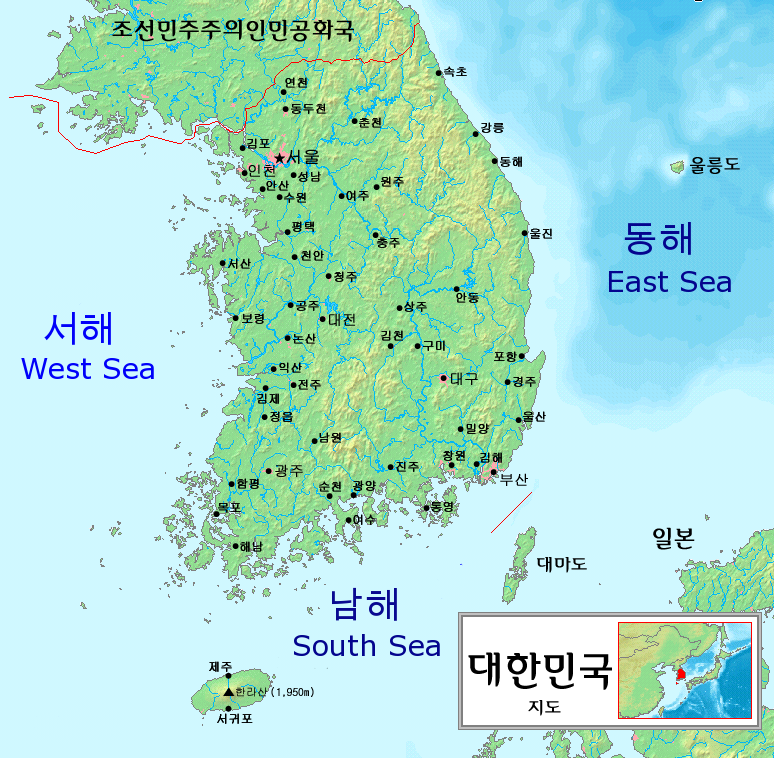
خارطة كوريا الجنوبية الطبيعية وتظهر في يمين الخارطة البحر الشرقي

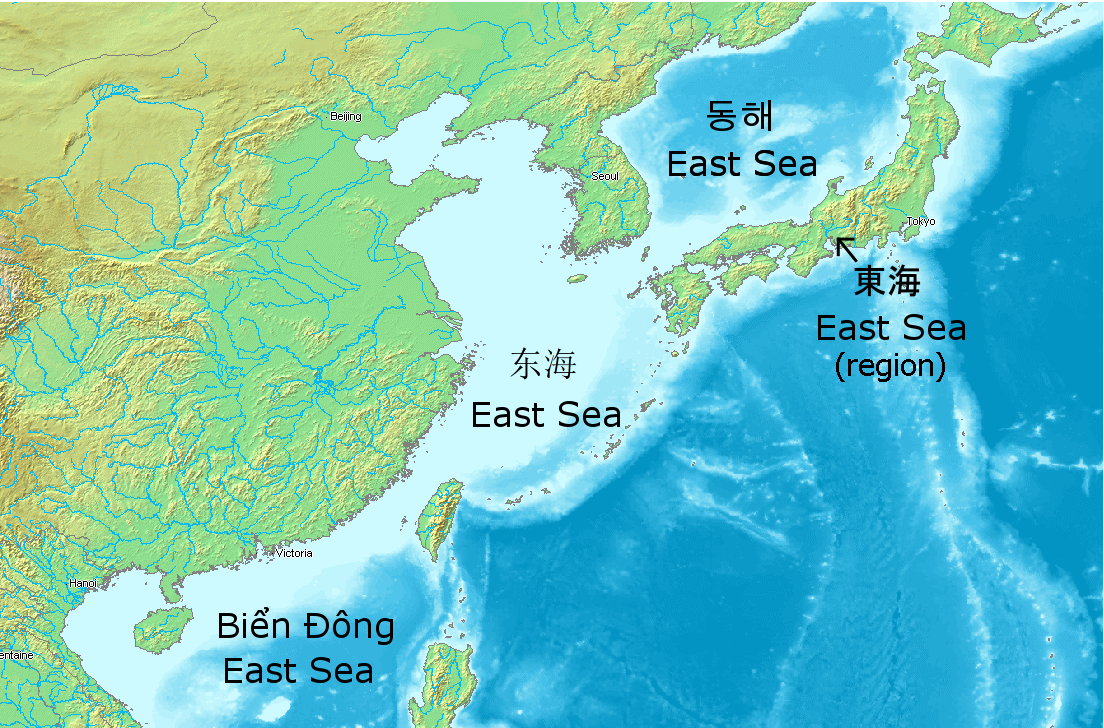
تكررت بعض البحار نفس تسمية "بحر الشرق"

إن الخلافات بين اليابان وكوريا حول اسم البحر التي تقع بين شبه الجزيرة الكورية واليابان كانت الخلافات استراتيجياً قبل أن تكون الخلافات لفظياً، ففي وجهات نظر كورية أكدوا على أن اليابانيين كانوا يعترفون ببحر الشرق قبل احتلال كوريا من قبل اليابانيين عام 1910 م، وبعد الاحتلال العسكري لكوريا، أعلن الحكومة اليابانية ومن خلال وثيقة سان فرانسيكسو التي وقفت الولايات المتحدة بجانب اليابان بأن كوريا جزء من الأراضي اليابانية وسميت البحر (بحر اليابان).

## أصل التسمية
السبب في انتشار اسم بحر اليابان أو بحر الشرق يعود إلى توقيت تسمية المناطق في أنحاء العالم، في بداية القرن الـ20 عندما كانت تخضع كوريا للحكم الاستعماري الياباني، حيث لم تستطع كوريا المشاركة في مرحلة صنع القرار الخاص بتسمية هذا الاسم. واثرت مكانة اليابان في وقتها على فرض تلك التسمية.
وتعود الخلافات بين اليابان وكوريا الجنوبية حول تسمية البحر الذي يفصل بين البلدين إلى إطلاق الجيش الياباني على ذلك البحر مسمى “بحر اليابان” خلال فترة استعمار اليابان لشبه الجزيرة الكورية بين 1910 و1945. وتمّ حذف تسمية “بحر الشرق” الكوري في المؤتمر الأول للمنظمة الدولية للهيدروغرافيا، حيث اتخذ المؤتمر قراراً بإنشاء تسميات حدود البحار والمحيطات، ووفقاً لهذا القرار فإن تسمية “بحر الشرق” تغيرت وسجلت رسميا بتسمية “بحر اليابان” منذ عام 1923 م.

## ردود فعل الدولية تجاه تسمية بحر اليابان (بحر الشرق)
اثار الناطق باسم وزارة الدفاع (البنتاغون) جوف موريل، غضباً واحتجاجات حكومية رسمية في كوريا الجنوبية على استعمال مسمى «بحر اليابان» بدلاً عن «بحر الشرق» أثناء حديثه عن المناورات العسكرية المشتركة بين كوريا الجنوبية والولايات المتحدة في أواخر شهر يوليو عام 2010 م.
وطالب الدبلوماسي الكوري الجنوبي الحكومة الروسية الإتحادية بإعادة رسم الخرائط الروسية الدولية بتبديل اسم بحر الشرق محل اسم بحر اليابان على الخارطة.
وفي شهر أبريل عام 1997 م، طلبت كوريا الجنوبية تغيير تسمية بحر اليابان باسم بحر الشرق، وكان ذلك في المؤتمر الدولي الخامس عشر للهيدروغرافيا الذي عقد في مملكة موناكو، وفي وقت الذي أعلن فيه المؤتمر قراره النهائي بشأن الطلب الكوري عام 2002 م، بعد الموافقة الرسمية للمنظمة الدولية لمسح مسطحات البحار على طلبها المقدم لحذف صفحة خاصة طبع عليها «بحر اليابان» من مسودة الإرشادات والذي يستخدمها الناشرون في رسم الخرائط الدولية.
وشن اليابان حملة دبلوماسية لمحاولة إحباط كوريا الجنوبية لتغيير تسمية بحر اليابان، قائلة: إن كفة التاريخ ترجح اسم بحر اليابن. وطالب المسؤوليين اليابانيين بصرف النظر عن المسح مسطحات البحارة بصرف النظر عن التغيير المزمع في الخرائط البحرية للحدود المحيطات والبحار، وإن تغيير تسمية بحر اليابن غير قابلة للتعديل مطلقاً.

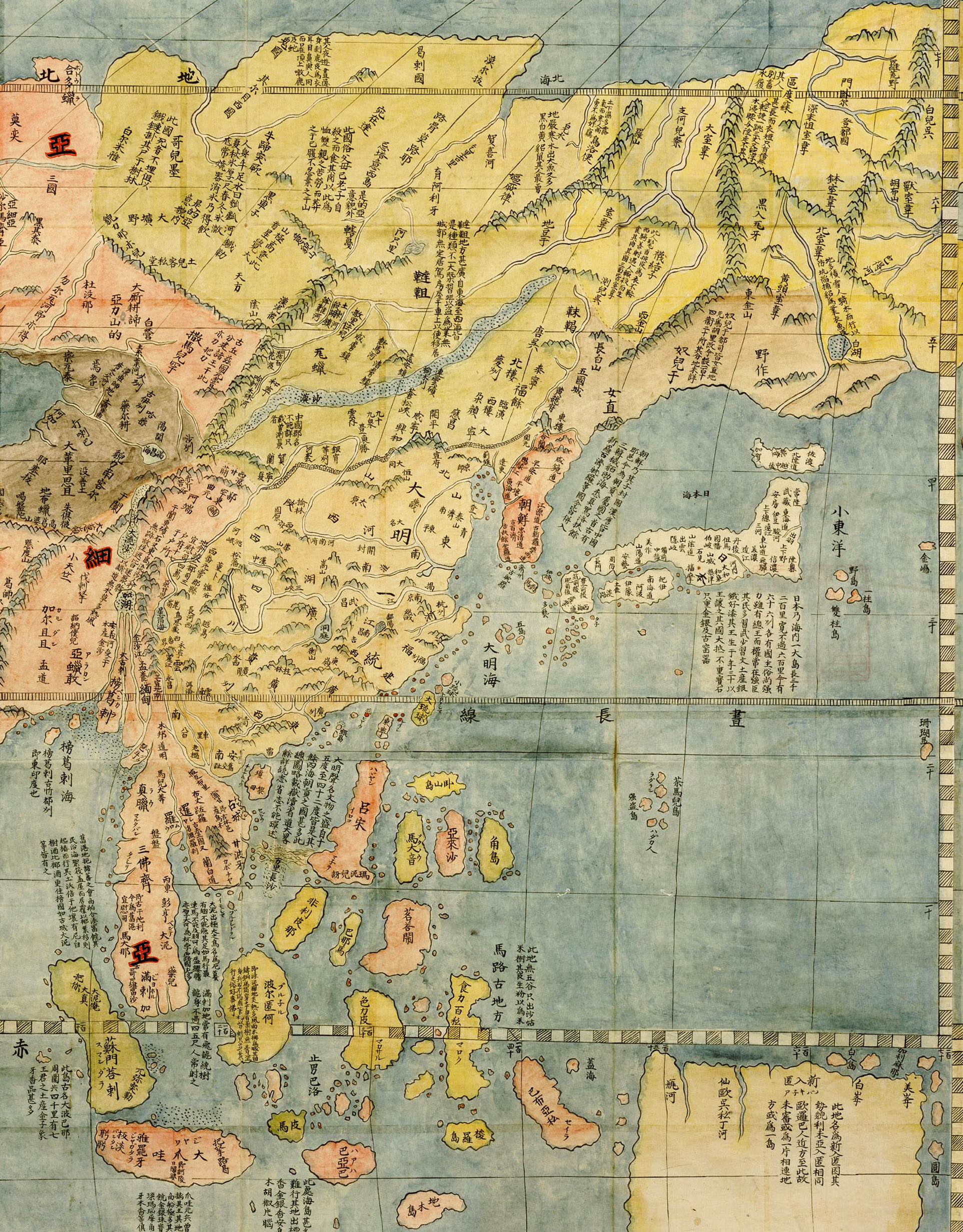
خارطة يملكها القسيس الإيطالي ماتيو ريسي عام 1602 م، وطبع عليها باللغة الصينية "بحر اليابان"

## تسمية بحر اليابان/الشرق في وسائل الإعلام الدولية
- جميع وسائل الإعلام الدولية وقفت على الحياد واستخدام التسميتين (بحر اليابان وبحر الشرق) في الخرائط أو تقديم تقارير إخبارية.
- بينما اليابان مصرة على تسمية بحر اليابان على أنها قانونية.
- وسائل الإعلام الكورية الجنوبية تصر على تسمية بحر الشرق.
- وسائل الإعلام في روسيا والصين تعترفان ببحر اليابان.
- وسائل الإعلام الكورية الشمالية سميت باسم (بحر كوريا).
- جامعة الدول العربية تعترف ببحر اليابان في جميع الوسائل المقروءة والمرئية.